# Verbeneae
Verbeneae (Вербени) — триба рослин родини Вербенові (Verbenaceae). До складу цієї триби входять роди: Glandularia (згідно з онлайн-ресурсом Королівських ботанічних садів у К'ю  є синонімом Verbena), Hierobotana, Junellia, Mulguraea, і типовий рід — Verbena. Junellia і Mulguraea є монофілетичними родами, як і Verbena та Glandularia; Hierobotana є окремішнім монотипним родом, квіти якого двотичинкові, на відміну від решти родів триби, у яких квіти чотиритичинкові. Підтверджено, що напрямок міграції Glandularia й Verbena — з Південної Америки до Північної Америки.

## Склад триби
| Рід                                             | Види                                          | Поширення                                             |
| ----------------------------------------------- | --------------------------------------------- | ----------------------------------------------------- |
| Glandularia J.F. Gmel., 1796 і Verbena L., 1753 | 143                                           | Майже всі види — у Новому Світі, два види — у Старому |
| Hierobotana Briq., 1897                         | Єдиний вид: Hierobotana inflata (Kunth) Briq. | Еквадор                                               |
| Junellia Moldenke, 1940                         | 37                                            | Від Колумбії до Патагонії                             |
| Mulguraea N.O' Leary & P. Peralta, 2009         | 11                                            | Від Перу до Патагонії                                 |

## Опис
Види цеї триби можуть бути однорічними або багаторічними травами, чи напівкущами. Деякі види виткі, інші дерев'янисті на основі, деякі повзучі, деякі колючі. Ці рослини не є ароматичними. Віночок білий, рожевий, синій або фіолетовий. Плід — сухий схизокарпій, який при дозріванні ділиться на чотири мерикарпія (з одною насіниною кожен).

## Див також
- Список видів роду вербена

| Гібіскус | Це незавершена стаття про квіткові рослини. Ви можете допомогти проєкту, виправивши або дописавши її. |